# Садова (зупинний пункт, Південна залізниця)
Садо́ва — пасажирський залізничний зупинний пункт Сумської дирекції Південної залізниці на лінії Боромля — Лебединська.
Розташований біля садово-дачних ділянок Сумського району Сумської області між станціями Рябушки (8 км) та Лебединська (8 км).
На платформі зупиняються приміські поїзди.